# Chriolepis fisheri
Chriolepis fisheri és una espècie de peix de la família dels gòbids i de l'ordre dels perciformes.

## Morfologia
Els mascles poden assolir els 2,5 cm de longitud total.

## Distribució geogràfica
Es troba des de les Bahames i les Petites Antilles fins al nord de Sud-amèrica.